# Myurella bilineata
Myurella bilineata é uma espécie de gastrópode do gênero Myurella, pertencente a família Terebridae.